# Claudi Oliveras
Claudi Oliveras Massó (Vilafranca del Penedès 1870 - Barcelona 1947) va ser un enginyer agrònom i enòleg català.
De jove marxà a Madrid a estudiar enginyer agrònom a l'Escola de La Moncloa, on va treure el número 1 de la seva promoció. El 1901, el Ministre de Foment va visitar Vilafranca del Penedès en plena crisi de la fil·loxera, i va decidir crear una estació enològica que s'inaugurà el 1902. Claudi Oliveras en va ser el primer director i organitzador, i es proposà donar resposta al cultiu de les vinyes, aportant allò que tècnicament se sabia a Europa. Plantejà línies d'investigació sobre les malalties, les fermentacions, el control dels processos de producció, etc.
Pel novembre de 1906 s'inicia la construcció de l'Estació Enològica de Reus que el 1905 es creà per Reial Ordre, però fins al 1910 no s'inaugurà oficialment. Quan es va construir era la més gran de l'Estat, i estava dotada amb la tecnologia i les instal·lacions més modernes. Es va edificar en uns terrenys desamortitzats del convent de Sant Joan, com a seu d'una futura Escola Nacional d'Agricultura. Claudi Oliveras en va ser el primer director, nomenat el 1906, quan deixà la direcció de l'Estació Enològica de Vilafranca a Cristòfor Mestre i Artigas. Durant tres anys es va implicar amb l'arquitecte Pere Caselles en el disseny dels espais necessaris del nou edifici, i es va dedicar també a estudiar la realitat vitivinícola de la comarca, explicant als pagesos la necessitat de l'Estació Enològica. Va donar una primera conferència divulgativa el mateix 1906 al Teatre Circ de Reus. Mentre es realitzaven les obres, va fer una efectiva campanya de propaganda. El 1908 s'inauguraven les oficines de l'establiment, des d'on es va fer un cens de productors i producció a la comarca, i el 1909 es va obrir al públic la nau dels laboratoris. El 1910 s'inaugurà l'edifici de l'Estació Enològica de Reus sota la seva direcció, càrrec que va exercir fins al 1923, quan, per motius de salut va demanar un càrrec de menor activitat. Va aconseguir del Ministeri que s'instal·lés a Reus una Escola d'Enologia i Viticultura, amb cursos teòrics i sobretot amb activitats pràctiques i un programa que preveia el conreu racional de la vinya, la preparació i conservació del vi, la direcció de les explotacions vitivinícoles, la direcció de cellers cooperatius, la direcció de destil·leries de vins, l'explotació dels productes secundaris de la indústria enològica i el comerç dels vins. Publicà diverses obres tècniques sobre viticultura i les memòries de l'Estació Enològica des de 1911 a 1920.

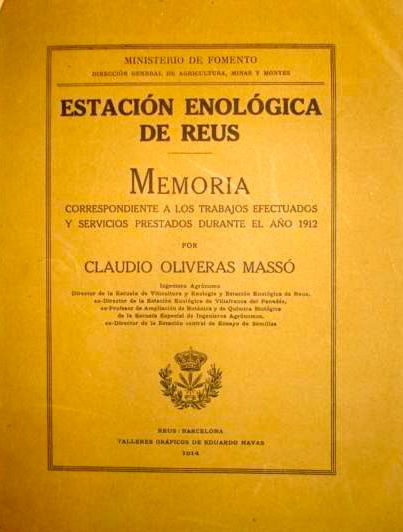
Memòria de 1912

El 1923 va ser nomenat director dels Serveis Tècnics d'Auxili als cellers cooperatius, i uns anys més tard director de l'Estació d'Ampelografia a Madrid. Va ser també inspector dels serveis tècnics de la Direcció d'Agricultura estatal a Catalunya i Balears. Malgrat la seva jubilació, el 1940 va ser nomenat director de l'Escuela de Peritos Agrícolas y Superior de Agricultura, on tenia la càtedra d'indústries agrícoles i donava cursets d'enologia. Va tenir també un càrrec a la Diputació de Barcelona. Va morir el 1947, encara de director de l'Escola de Pèrits Agrícoles. Des de l'any 1954, l'Escola d'Agricultura de Barcelona dona anualment el Premi Claudi Oliveres al millor expedient acadèmic.

## Obres
- Estación Enológica de Reus: memoria correspondiente a los trabajos efectuador y los servicios prestados. Reus: Talleres Gráficos de Eduardo Navás, 1914.
- Los vinos de 1911 naturales de la província de Tarragona. Reus: Talleres Gráficos de Eduardo Navás, 1914.
- Cursillo de Enologia. Valls: Imp. E. Castells, 1915.
- El Mildiu de la vid: instrucciones prácticas para reconocerlo y combatirlo. Reus: Talleres Gráficos de Eduardo Navás, 1917
- L'Art de fer lo ví. Montblanc: Impremta Vda. de A. Monmany, 1917
- Instrucciones prácticas para la vinificacion. Reus: Talleres Gráficos de Eduardo Navás, 1918
- El Oidium de la vid (malura vella): instruciones prácticas para reconocerlo y combatirlo. Reus: Talleres Gráficos de Eduardo Navás, 1918
- La Vendimia. Madrid: Calpe, 1922
- Paliativos enológicos contra la crisis vinícola. Reus: Talleres Gráficos de Eduardo Navás, 1923
- Tratamientos inmunizantes y vigorizantes de los vegetales. Barcelona: Escola Superior d'Agricultura, 1942